# Mykola Krupnyk
Mykola Krupnyk (ukrainisch Микола Крупник; * 2. März 1972 in Senkivka) ist ein früherer ukrainischer Biathlet.
Mykola Krupnyk ist Offizier und lebt in Kiew. Er begann 1987 mit dem Biathlonsport und startete für Dynamo Kiew. 1996 bestritt er in Antholz mit einem Einzel, bei dem er 60. wurde, sein erstes Rennen im Biathlon-Weltcup. In den nächsten Jahren trat er regelmäßig im Weltcup an. Schon nach zwei Weltcup-Rennen startete Krupnyk in Ruhpolding bei seinen ersten Weltmeisterschaften. Im Einzel wurde der Ukrainer dort 51. des Einzels, 44. des Sprints und mit Ruslan Lyssenko, Juri Emeljanenko und Oleksandr Lyssenko 13. im Staffelrennen. 1997 gewann er in Antholz als 13. eines Einzels erstmals Weltcuppunkte. Es war zugleich sein bestes Weltcup-Resultat. In Osrblie nahm er wenig später erneut an einer WM teil, bei der er 13. des Einzels wurde, mit Ruslan Lyssenko, Ruslan Mostsipan und Wjatscheslaw Derkatsch ebenfalls 13. des Staffelrennens wurde und in derselben Besetzung auch im Mannschaftsrennen antrat, das die Ukraine auf dem 18. Platz beendeten. Höhepunkt der Karriere Krupnyks wurde die Teilnahme an den Olympischen Winterspielen 1998 in Nagano. Bei den auf den Strecken von Nozawa Onsen ausgetragenen Biathlon-Wettbewerben kam der Ukrainer im Einzel zum Einsatz, wo er 63. wurde. Sein Karriereende waren die dritten Weltmeisterschaften, bei denen er startete. In Kontiolahti wurde Krupnyk 24. des Sprints und 37. der Verfolgung.

## Platzierungen im Biathlon-Weltcup
Die Tabelle zeigt alle Platzierungen (je nach Austragungsjahr einschließlich Olympische Spiele und Weltmeisterschaften).
- 1.–3. Platz: Anzahl der Podiumsplatzierungen
- Top 10: Anzahl der Platzierungen unter den ersten zehn (einschließlich Podium)
- Punkteränge: Anzahl der Platzierungen innerhalb der Punkteränge (einschließlich Podium und Top 10)
- Starts: Anzahl gelaufener Rennen in der jeweiligen Disziplin

| Platzierung | Einzel | Sprint | Verfolgung | Massenstart | Team | Staffel | Gesamt |
| ----------- | ------ | ------ | ---------- | ----------- | ---- | ------- | ------ |
| 1. Platz    |        |        |            |             |      |         |        |
| 2. Platz    |        |        |            |             |      |         |        |
| 3. Platz    |        |        |            |             |      |         |        |
| Top 10      |        |        |            |             |      | 2       | 2      |
| Punkteränge | 1      | 1      |            |             | 2    | 8       | 12     |
| Starts      | 12     | 15     | 3          |             | 2    | 8       | 40     |